# Torymus sharmai
Torymus sharmai är en stekelart som beskrevs av Sureshan och T.C. Narendran 2002. Torymus sharmai ingår i släktet Torymus och familjen gallglanssteklar. Inga underarter finns listade i Catalogue of Life.